# 559 a.C.
Il 559 a.C. (DLIX a.C. in numeri romani) è un anno  del VI secolo a.C.

## Eventi
- Inizio della costruzione del tempio di Artemide, per volontà del re della Lidia Creso. È una delle sette meraviglie del mondo antico.

## Morti
- Cambise I di Persia, re persiano (n. 600 a.C.)